# Tinjan
Tinjan (en italien : Antignana) est un village et une municipalité située dans le comitat d'Istrie, en Croatie. Au recensement de 2001, la municipalité comptait 1 770 habitants, dont 87,01 % de Croates et le village seul comptait 396 habitants.

## Localités
La municipalité de Tinjan compte 8 localités :
- Brčići
- Brečevići
- Jakovici
- Kringa
- Muntrilj
- Radetići
- Tinjan
- Žužići